# Абрикосова, Агриппина Александровна
Агриппина Александровна Абрикосова (в девичестве Мусатова, 8 июня 1833, Москва — 1 сентября 1901, Москва) — российская благотворительница, жена предпринимателя и фабриканта Алексея Ивановича Абрикосова. Мать 22 детей.

## Биография

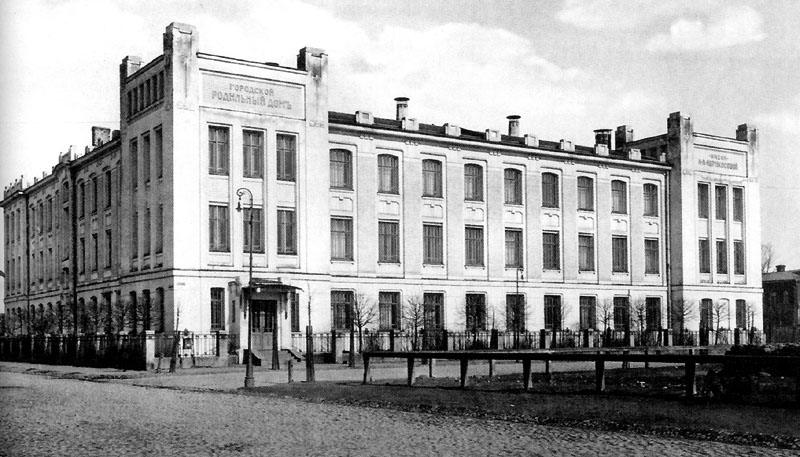
Родильный приют имени А. А. Абрикосовой, фото 1900-х гг.

Родилась 8 июня 1833 года в городе Москве. Дочь купца 2-й гильдии, табачного фабриканта А. Б. Мусатова.
24 апреля 1849 года вышла замуж за А. И. Абрикосова и принесла ему 5 000 рублей в качестве приданого.
Мать 22 детей, из которых 18 выжили:
. Их дети:
- Сын — Николай (1850—1935), после смерти брата Ивана воспитывал его пятерых детей
- Дочь — Анна, в замужестве Шемякина (1851—1924), муж Фёдор Михайлович Шемякин; их сын художник М. Ф. Шемякин
- Сын — Александр (1852—1860)
- Сын — Иван (1853—1882), женат на Анне Дмитриевне, урождённой Арбузовой (1855—1882); их сыновья дипломат Д.И. Абрикосов и академик А. И. Абрикосов, внук нобелевский лауреат А. А. Абрикосов.
- Дочь — Александра, в замужестве Мальмберг (1854—1911), муж — Роман Романович Мальмберг (1849—1917)
- Сын — Сергей (1855—1876)
- Сын — Алексей (1856—1931), женат на Надежде Николаевне, урожденной Хлудовой (1862-1936), которая после развода в 1900 году вышла замуж за первого премьер-министра независимой Чехословакии Карела Крамаржа
- Дочь — Клавдия, в замужестве Заяицкая (1857 — около 1927), муж — Сергей Спиридонович Заяицкий (1850—1910), их сын писатель Сергей Сергеевич Заяицкий
- Сын — Владимир (1858—1922), сын В.В. Абрикосов (1880-1966) - священиик
- Дочь — Глафира (Эстель) (1860—1940) - невропатолог. Училась на Высших женских (Бестужевских) курсах в Санкт-Петербурге, затем продолжила образование в Дрездене. Жила во Франции, окончила медицинский факультет в Париже, защитила диссертацию по истории истерии в Средние века и получила степень доктора по невропатологии, имела обширную практику во Франции. в первом браке за Н. П. Тюрюковым, во втором за нобелевским лауреатом Шарлем Рише.М. В. Сабашников так описывает[2] отношения Глафиры и Шарля:

Женщина умная, деятельная, она в Париже — этих современных Афинах наук и искусств — нашла свое счастье с выдающимся парижским невропатологом, хорошо известным по его книгам и у нас в России. Надо перенестись в обстановку того времени, чтобы оценить, сколько независимости характера требовалось, чтобы решиться на это. Он уже был женат на француженке и брака своего не расторгал, почему их с Глафирой Алексеевной отношения никак не могли быть узаконены. Она сохраняла свою девичью фамилию, называла его «отец моих детей» и вообще в столь щекотливом положении проявляла много такта и умения жить.

- Сын — Георгий (1861—1922), был гласным Московской гордумы, а также директором правления Товарищества паровой столярной фабрики «Ф.М.Шемякин и К°» вместе с братом Алексеем Алексеевичем, женат на Марии Александровне, урождённой Шиловой (1866—1930); их сын зоолог Г. Г. Абрикосов
- Дочь — Варвара (1862—1862/63)
- Дочь — Агриппина, в замужестве Леман (1864—1942)
- Дочь — София, в замужестве Рахманова (1865—1948), муж — врач-акушер А. Н. Рахманов
- Дочь — Любовь, в замужестве Минакова (1866—1949), муж — судебный медик профессор П. А. Минаков
- Сын — Константин (1866—1866/68)
- Сын — Александр (1869—1937)
- Сын — Виктор (1870—1873?)
- Дочь — Вера, в замужестве Жемочкина (1873—1943), муж Николай Иванович Жемочкин
- Дочь — Надежда, в замужестве Ильина (1874—1951), первый муж — Николай Николаевич Ильин (?—1902), второй муж — Сергей Николаевич Васильев
- Дочь — Маргарита (1874—1877)
- Дочь — Екатерина, в замужестве Васильева (1878—1902), первая жена Сергея Николаевича Васильева, который после смерти Екатерины был женат на её старшей сестре Надежде

Владела двумя доходными домами в Большом и Малом Успенских переулках. Активно занималась благотворительной деятельностью. С 1877 по 1886 годы жертвовала «Комитету по оказанию помощи семьям убитых и раненых в войне с Турцией». Являлась одним из попечителей нескольких ремесленных училищ и московских больниц, в том числе детской Морозовской больницы. Пожертвовала 100 000 рублей на модернизацию здания Московской консерватории. Основала несколько приютов для бездомных. По её инициативе при фабрике «Товарищества А. И. Абрикосова и Сыновья» был открыт бесплатный детский сад. В 1889 году она учредила первый в Москве бесплатный родильный приют и женскую лечебницу с «постоянными кроватями А. А. Абрикосовой». За год в медицинском учреждении принимали более 200 пациенток. Посещая лечебницу и приют, Агриппина Абрикосова каждый раз приносила подарки пациенткам и бездомным.

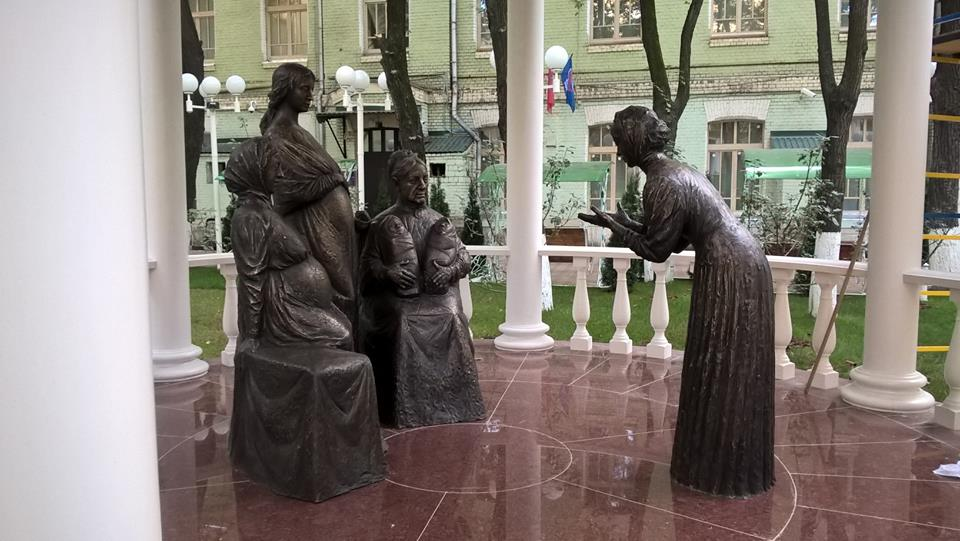
Памятник А.Абрикосовой в Москве

Умерла 1 сентября 1901 года. Похоронена на кладбище при Алексеевском монастыре на Верхней Красносельской улице вместе с мужем.
В 1902 году по завещанию А. А. Абрикосовой Москве перешло сто тысяч рублей для организации нового бесплатного родильного дома. Строительство началось в 1903 году на Миусской площади по проекту архитектора Иллариона Александровича Иванова-Шица. В мае 1906 года родильный дом на 51 койку был открыт. На строительство было затрачено более 200 000 рублей. Московская городская управа приняла решение официально присвоить новому родильному приюту имя Агриппины Александровны Абрикосовой. После Октябрьской революции — переименован в роддом им. Н. К. Крупской. Родильному дому вернули имя его учредительницы лишь в 1994 году. В 1996 году на фасаде здания установлена мемориальная доска. В 2012 году роддом был закрыт.